# Grodnói unió
A grodnói unió (1432) a Lengyel–Litván Unió egyik szerződése volt. Grodnóban írták alá abból a célból, hogy felfrissítsék a két ország kapcsolatát, mely kapcsolatok fokozatosan leépültek alig a perszonálunió szintjéig. A deklarációk ellenére a lengyel királyság és a litván nagyhercegség közötti kapcsolat tovább devalválódott és végül időlegesen teljesen megszűnt 1440 és 1447 között. 1447-ben a szövetséget ismét felélesztették perszonálunióként, ez 1492-ig tartott.

## Lásd még
- Lengyel–litván unió